# هارو (رواية)
هارو هي رواية خيال علمي خيالية بقلم جوي وليامز، نشرت في 14 سبتمبر 2021 عن مجموعة كنوبف للنشر.

## استقبال
تلقت الرواية تقييمات مميزة بنجمة من مراجعات كيركس، بوكليست، و بابليشرز ويكلي، بالإضافة إلى التعليقات الإيجابية من مراجعة لوس أنجلوس، لوس أنجلوس تايمز، نيويورك ريفيو أوف بوكس، وول ستريت جورنال، ذا نيو يوركر، ستار تربين، ذا أتلانتيك، مراجعة شيكاغو للكتب [الإنجليزية]، ZYZZYVA [الإنجليزية]، و إيه. في. كلوب. تلقى الكتاب مراجعة مختلطة من واشنطن بوست، ونيويورك تايمز.
| سنة  | الأوسمة                               | نتيجة           | المرجع |
| ---- | ------------------------------------- | --------------- | ------ |
| 2021 | جائزة كيركس                           | الفائزة         | [ 16 ] |
| 2021 | أفضل الكتب لعام 2021 من مراجعات كيركس | أختيرت          | [ 17 ] |
| 2022 | جائزة PEN/Jean Stein للكتاب           | القائمة الطويلة | [ 18 ] |